# 春田XD-S半自動手槍
春田XD-S（英語：Springfield Armory XD-S；XD-S，全稱：X-treme Duty-Slimline）是一系列由克罗地亚槍械製造商HS Produkt公司（前稱：I.M.金屬工廠，目前亦生產VHS突擊步槍）研製的聚合物底把和擊鐵發射的半自動手槍。它們與它們的前輩，HS2000半自動手槍（即是在美國最廣為人知的春田XD）極為相似，同樣由克罗地亚卡爾洛瓦茨的HS Produkt公司設計和生產。而該槍的稱呼，春田XD-S半自動手槍就是HS Produkt公司授權春田公司生產以後，春田公司在美国商業市場上出售的名稱。

## 歷史
在2012年1月的SHOT Show（美國著名槍展）之中，春田公司宣布了推出了一款全新的.45 ACP口徑的XD-S。雖然它的許多功能與原來的XD和XDM是共用的，其規格在幾個重要方面有所不同。XD-S具有一個新的預先設置式扳機和分解故障保險，而且現在這兩種功能都被導入至原來的XD和XDM型號之中。分解故障保險可以防止手槍在裝有彈匣的時候，分解控制桿被受到意外操作。相反地，當分解控制桿上升時，彈匣不能插入手槍內。
後來，在2013年1月，春田公司在官方網站推出了9×19毫米口徑的XD-S。主要唯一的區別是XD-S 9毫米具有7+1發容量的單排彈匣（具有可選用的9+1發彈匣），以及由於較小的9毫米膛孔槍管而留下了更多的金屬，令9×19毫米口徑型號亦略為加重。其餘外觀尺寸、機構設置、瞄準具和操作方式完全相同。
在2013年1月，春田公司在官方網站推出了XD-S的9×19毫米口徑4英吋（102.5毫米）槍管版本，並命名為XD-S 4.0；原3.3英吋（83.82毫米）的短槍管型被改稱為XD-S 3.3。其後，在2014年5月23日，再推出了.45 ACP口徑的XD-S 4.0。
在2016年1月，春田公司在官方網站推出了XD-S的.40 S&W口徑3.3英吋（83.82毫米）槍管版本。
2018年1月，春田公司推出了春田XD-S .45 ACP口徑的Mod. 2型，意味著XD-S走向Mod. 2化。
2019年6月，春田公司推出了春田XD-S Mod. 2的.40 S&W口徑型。

## 設計細節
春田XD-S是一把聚合物底把、钢製嵌件並具有配件安裝導軌的短後座行程作用和擊針發射式半自動手槍。春田XD-S最初只有.45 ACP口徑型，後來再推出9×19毫米和.40 S&W口徑型。春田XD-S不但改善了春田XD的缺點，而且從將其外表重新設計到加大其槍身，以達到更符合潮流的型象。其外表除了比原來的XD手槍更為美觀，尤其是“全地形”前半凹陷內加線條及大小格子握把表面圖案，在握把上的每個輪廓的角度和深度亦已經過充分計算令垂直、水平和扭轉的控制最大化。所有XD-S手槍具有握把和扳機保險機構，槍身頂部、槍管後方的上膛指示器以及比賽等級槍管。
在套筒下方、底把的扳機護環前方的防塵蓋整合了一條短小的MIL-STD-1913式戰術燈安裝導軌（與春田XD袖珍型手槍一樣僅有一條橫向凹槽），足以安裝各種較小的戰術燈、雷射瞄準器和其他戰術配件，例如鉻綠線C5雷射瞄準器。使用的缺口式照門為夜間用瞄準具，而準星則是红色光纖準星。握把亦得到改進，將其略為縮小、表面的紋理由粗糙表面改為前半凹陷內加線條及大小格子表面以及將握把頂端的凹槽向扳機護環方向延長為溝槽。除此以外，握把為可以換裝2種大小格子表面的可更換式後方握把片的模塊化設計，有小型和大型這2種尺寸。
XD-S是XD手槍系列唯一一種的瘦身手槍型號，機匣、套筒及槍管的尺寸與其他型號不同。春田XD-S採用了一根3.3英吋（83.82毫米）或4英吋（102.5毫米）的短槍管，槍身寬度只有25.4毫米（1英吋），套筒寬度更只有22.86毫米（0.9英吋），按照分司的說法是“極盡苗條之致”。最初只適用於.45 ACP口徑，專門為隱蔽攜帶而設計的。
XD-S使用了雙復進簧式設計。它們採用一種聚合物底把加上钢片鑲塊，戰術燈安裝導軌和防止有人意圖扣下的情況外發射的扳機保險。當看到擊針尾突出和裝上了拋光的不鏽鋼和聚合物底座製造的雙排式彈匣的話，白色的擊針指示器從套筒的後方彈出，並且警告使用者要注意手槍在待擊狀態。當使用者將一發子彈在膛室內，上膛指示器從套筒的上方、拋殼口的後方彈出，使用者可以看到或摸到以注意安全。手槍在扳機護環後部的兩邊都裝有可以靈巧地使用的彈匣釋放按鈕。手槍的分解方式就是轉動底把左側的槓桿向上，使套筒向底把前方方向拆出。這與西格&紹爾製造的P220手槍系列一樣，採取的是完全一樣的分解機構。
春田XD-S有點不尋常的地方就是位於握把背後的握把式保險，必需按壓才可發射，可以大大減低走火的機會。這種保險功能目前只會裝在一些舊式的手槍，例如M1911手槍及其衍生型，但很少會有現代手槍使用這種保險。春田XD-S的握把式保險和可更換式握把背板都是春田XD-S最顯著的特徵。其他功能還包括一條十分有效的復進簧導桿，它亦是一個不明顯的裝置。復進簧導桿的頂頭裝置就在槍管的下方並突出了少許，並保持套筒在直接抵著一個目標時仍能回到閉膛狀態，例如在自衛的情況下零距離抵著敵人的胸部。這可以防止套筒在直接抵著目標時被向後推，因為該裝置代替套筒抵著目標的表面，從而增加了此槍能夠正常運作的機會。

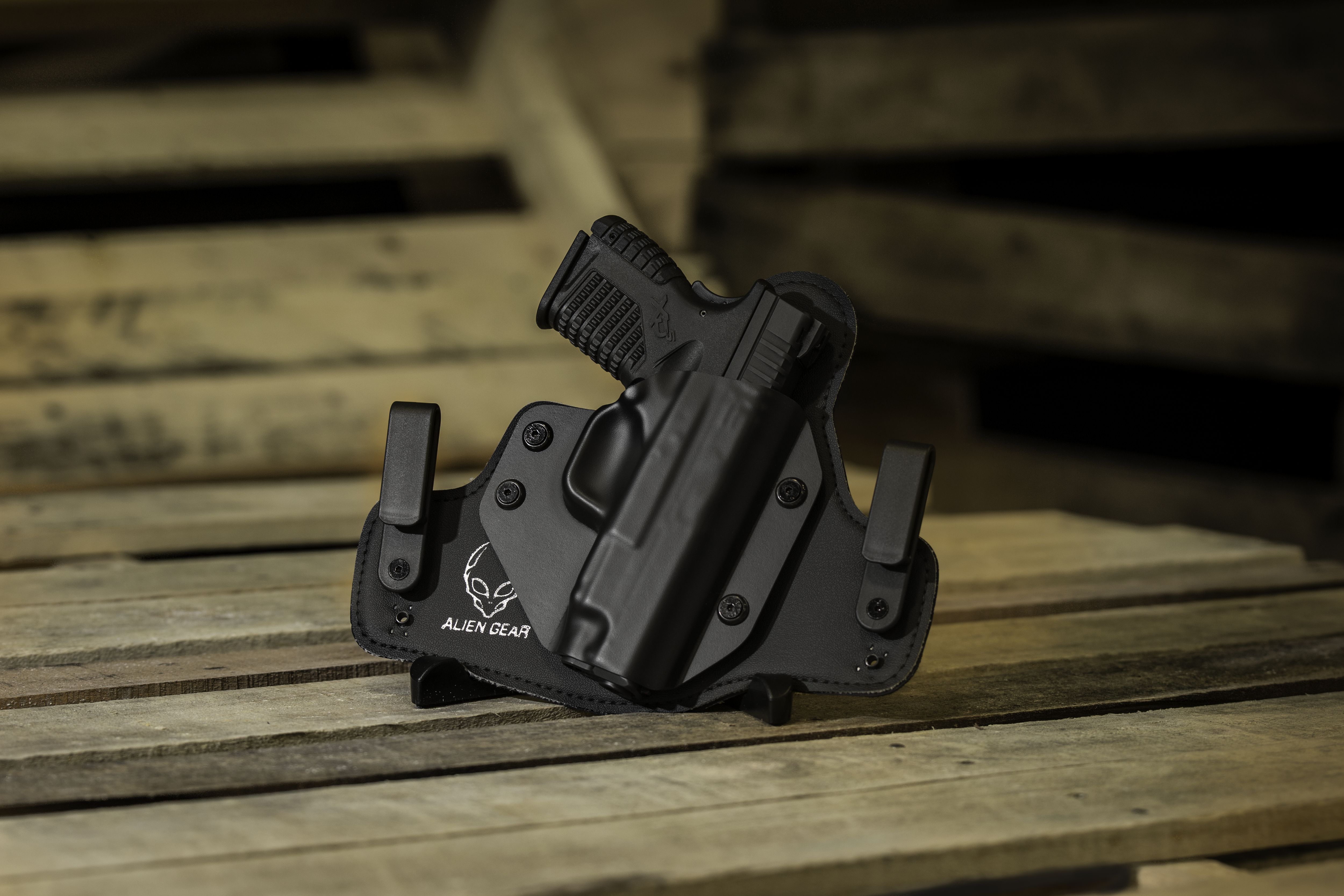
收進槍套以內的XD-S 3.3"緊湊型手槍。

春田XD-S除了扳機和握把式保險以外，還有第三個安全保險裝置，就是防跌落保險（英語：Drop Safety）。防跌落保險可以防止擊針在此槍不慎摔落或受到各種巨大的撞擊以下釋放並且撞擊底火。除非套筒是完全閉膛，否則仍然在開膛狀態以下都會為求安全而防止射擊。
原廠標準兩道火扳機的扳機行程13毫米（0.51英吋），而扳機扣力可在5.62至7.67磅力（25至35牛頓）之間調節。
為了縮小握把的闊度，春田XD-S是由拋光不鏽鋼連聚合物彈匣底座所製造的單排交錯可拆卸式彈匣供彈，因此無法與同口徑型號互換。春田XD-S 9×19毫米和.45 ACP口徑型的彈匣容量，分別是7發和5發，但亦具有可選用的加厚彈匣底座型的8、9發和6、7發彈匣，春田XD-S在彈匣容量方面的改進與格洛克手槍相比是有過之而無不及。
經過熱處理以後的金屬部分表面會利用一種專利的特尼弗Plus+（Tenifer Plus+）氮化處理過程。這種處理的特點是具有極高的耐磨擦性和耐腐蝕，它會滲入金屬和表面處理部分，甚至在表面以下的一定深度並且變成類似的性質。特尼弗Plus+氮化的處理過程中會產生啞光灰色、無眩光表面和64HRC等級（相比之下，一顆工業鑽石的評級為70 HRC）和1,200—1,300平方毫米每牛頓（N/mm2）的抗拉強度。與HS2000一樣，春田XD-S的這種處理使得它特別適合作為個人隱蔽攜帶的手槍（尤其是其袖珍型），而高聚氯乙烯耐處理並可以減少手槍受到汗水的影響。採用類似表面處理的還有瓦爾特PPS、PPQ、PPX手槍。

### XD-S Mod. 2
與XD Mod. 2一樣，XD-S Mod. 2旨在藉由一些符合人體工程學的調整，為射手帶來更為舒適的握把。在這3英寸槍管的袖珍型以上最引人注目的是春田公司所宣稱之為握把區域。從本質上而言，握把以上的三個“區域”都分別具有每個區域自身的獨特紋理，促使該槍以上具更堅實的握把。它的握把設計要比原型XD的有著很明顯的突破，並因而具有更為傳統的握把紋理。
區域1，在握把的前部，具有防滑表面，這使得與自己手中較為敏感的部分緊握一起時感覺不明顯。區域2，在握把的後部，具有更為粗糙的紋理，使摩擦力大增和握持時更穩固。區域3，覆蓋著握把以上的所有其他區域，具有適度的紋理，並且用於支援其他兩個區域。
該手槍也具有一套新型瞄準具。春田公司將準星升級為红色光纖準星。而照門仍然是兩點缺口式，雖然它的輪廓已被降低，但仍然是由鋼製成，以使它在套筒以上能夠耐磨使用。

## 衍生型

### XD-S 3.3" 9×19毫米
| 口徑：           | 9×19毫米                                                                       |
| 彈匣：           | 1－7發，齊平型彈匣，不鏽鋼                                                     |
|                  | 1－8發，中型X-Tension™彈匣（XDS0908），不鏽鋼                                  |
|                  | 1－9發，X-Tension™彈匣（XDS09061），不鏽鋼                                     |
| 槍管：           | 3.3英吋（83.82毫米），钢製，Melonite®，完全支持的上膛坡道                      |
| 瞄準具型式：     | 鳩尾槽式，红色光纖前部（包括可更換式紅色和綠色長絲）和後部（鋼製），三點式準星 |
| 底把：           | 黑色聚合物                                                                     |
|                  | 沙色聚合物                                                                     |
| 套筒：           | 鍛鋼                                                                           |
| 全長：           | 6.3英吋（160.02毫米）                                                          |
| 寬度：           | 0.9英吋（22.86毫米）                                                           |
| 全高：           | 4英吋（120.65毫米），空槍                                                      |
|                  | 4.4英吋（111.76毫米），含緊湊型彈匣                                            |
|                  | 5英吋（127毫米），含中型X-Tension™彈匣（XDS0908）                              |
| 重量、含空彈匣： | 23盎司（652.04克）                                                             |
| 可選顏色：       | 黑色連黑色套筒                                                                 |
|                  | 黑色連不鏽鋼套筒                                                               |
|                  | 沙色連黑色套筒                                                                 |
|                  | 灰色連黑色套筒                                                                 |

### XD-S 3.3" .40 S&W
| 口徑：           | .40 S&W                                                                        |
| 彈匣：           | 1－6發，齊平型彈匣，不鏽鋼                                                     |
|                  | 1－7發，中型X-Tension™彈匣（XDS0908），不鏽鋼                                  |
| 槍管：           | 3.3英吋（83.82毫米），钢製，Melonite®，完全支持的上膛坡道                      |
| 瞄準具型式：     | 鳩尾槽式，红色光纖前部（包括可更換式紅色和綠色長絲）和後部（鋼製），三點式準星 |
| 底把：           | 黑色聚合物                                                                     |
| 套筒：           | 鍛鋼                                                                           |
| 全長：           | 6.3英吋（160.02毫米）                                                          |
| 寬度：           | 0.9英吋（22.86毫米）                                                           |
| 全高：           | 4英吋（120.65毫米），空槍                                                      |
|                  | 4.4英吋（111.76毫米），含緊湊型彈匣                                            |
|                  | 5英吋（127毫米），含中型X-Tension™彈匣（XDS0908）                              |
| 重量、含空彈匣： | 22盎司（623.69克）                                                             |
| 可選顏色：       | 黑色連黑色套筒                                                                 |
|                  | 黑色連不鏽鋼套筒                                                               |

### XD-S 3.3" .45 ACP
| 口徑：           | .45 ACP                                                                        |
| 彈匣：           | 1－5發，緊湊型彈匣，不鏽鋼                                                     |
|                  | 1－6發，中型X-Tension™彈匣（XDS5006），不鏽鋼                                  |
|                  | 1－7發，X-Tension™彈匣（XDS50071），不鏽鋼                                     |
| 槍管：           | 3.3英吋（83.82毫米），钢製，Melonite®，完全支持的上膛坡道                      |
| 瞄準具型式：     | 鳩尾槽式，红色光纖前部（包括可更換式紅色和綠色長絲）和後部（鋼製），三點式準星 |
| 底把：           | 黑色聚合物                                                                     |
|                  | 沙色聚合物                                                                     |
| 套筒：           | 鍛鋼                                                                           |
| 全長：           | 6.3英吋（160.02毫米）                                                          |
| 寬度：           | 0.9英吋（22.86毫米）                                                           |
| 全高：           | 4英吋（120.65毫米），空槍                                                      |
|                  | 4.4英吋（111.76毫米），含緊湊型彈匣                                            |
|                  | 5英吋（127毫米），含中型X-Tension™彈匣（XDS5006）                              |
| 重量、含空彈匣： | 21.5盎司（609.51克）                                                           |
| 可選顏色：       | 黑色連黑色套筒                                                                 |
|                  | 黑色連不鏽鋼套筒                                                               |
|                  | 沙色連黑色套筒                                                                 |
|                  | 灰色連黑色套筒                                                                 |

### XD-S 4.0" 9×19毫米
| 口徑：           | 9×19毫米                                                                       |
| 彈匣：           | 1－7發，齊平型彈匣，不鏽鋼                                                     |
|                  | 1－8發，中型X-Tension™彈匣（XDS0908），不鏽鋼                                  |
|                  | 1－9發，X-Tension™彈匣（XDS09061），不鏽鋼                                     |
| 槍管：           | 4英吋（101.6毫米），钢製，Melonite®，完全支持的上膛坡道                        |
| 瞄準具型式：     | 鳩尾槽式，红色光纖前部（包括可更換式紅色和綠色長絲）和後部（鋼製），三點式準星 |
| 扳機扣力：       | 5.5－7.7磅力                                                                   |
| 底把：           | 黑色聚合物                                                                     |
| 套筒：           | 鍛鋼                                                                           |
| 全長：           | 7英吋（177.8毫米）                                                             |
| 寬度：           | 0.9英吋（22.86毫米）                                                           |
| 全高：           | 4英吋（120.65毫米），空槍                                                      |
|                  | 4.4英吋（111.76毫米），含緊湊型彈匣                                            |
|                  | 5英吋（127毫米），含中型X-Tension™彈匣（XDS0908）                              |
| 重量、含空彈匣： | 25盎司（708.74克），含緊湊型彈匣                                               |
|                  | 26盎司（737.09克），含中型X-Tension™彈匣（XDS0908）                            |
| 可選顏色：       | 黑色連黑色套筒                                                                 |
|                  | 黑色連不鏽鋼套筒                                                               |

### XD-S 4.0" .45 ACP
| 口徑：           | .45 ACP                                                                        |
| 彈匣：           | 1－5發，緊湊型彈匣，不鏽鋼                                                     |
|                  | 1－6發，中型X-Tension™彈匣（XDS5006），不鏽鋼                                  |
|                  | 1－7發，X-Tension™彈匣（XDS50071），不鏽鋼                                     |
| 槍管：           | 4英吋（101.6毫米），钢製，Melonite®，完全支持的上膛坡道                        |
| 瞄準具型式：     | 鳩尾槽式，红色光纖前部（包括可更換式紅色和綠色長絲）和後部（鋼製），三點式準星 |
| 扳機扣力：       | 5.5－7.7磅力                                                                   |
| 底把：           | 黑色聚合物                                                                     |
| 套筒：           | 鍛鋼                                                                           |
| 全長：           | 7英吋（177.8毫米）                                                             |
| 寬度：           | 0.9英吋（22.86毫米）                                                           |
| 全高：           | 4英吋（120.65毫米），空槍                                                      |
|                  | 4.4英吋（111.76毫米），含緊湊型彈匣                                            |
|                  | 5英吋（127毫米），含中型X-Tension™彈匣（XDS0908）                              |
| 重量、含空彈匣： | 23.5盎司（666.21克），含緊湊型彈匣                                             |
|                  | 24.5盎司（694.56克），含中型X-Tension™彈匣（XDS0908）                          |
| 可選顏色：       | 黑色連黑色套筒                                                                 |
|                  | 黑色連不鏽鋼套筒                                                               |

### XD-S Mod.2  3.3" 9×19毫米
| 口徑：           | 9×19毫米                                                                       |
| 彈匣：           | 1－7發，齊平型彈匣，不鏽鋼                                                     |
|                  | 1－9發，X-Tension™彈匣（XDS09061），不鏽鋼                                     |
| 槍管：           | 3.3英吋（83.82毫米），钢製，Melonite®，完全支持的上膛坡道                      |
| 瞄準具型式：     | 鳩尾槽式，红色光纖前部（包括可更換式紅色和綠色長絲）和後部（鋼製），三點式準星 |
| 底把：           | 黑色聚合物                                                                     |
|                  | 沙色聚合物                                                                     |
|                  | 灰色聚合物                                                                     |
| 套筒：           | 鍛鋼                                                                           |
|                  | 不鏽鋼                                                                         |
| 全長：           | 6.3英吋（160.02毫米）                                                          |
| 寬度：           | 0.975英吋（24.76毫米）                                                         |
| 全高：           | 4.7英吋（119.38毫米），空槍                                                    |
|                  | 5.22英吋（132.59毫米），含X-Tension™彈匣                                       |
| 重量、含空彈匣： | 21.5盎司（609.51克）                                                           |
|                  | 22.5盎司（609.51克），含X-Tension™彈匣                                         |
| 可選顏色：       | 黑色連黑色套筒                                                                 |
|                  | 黑色連不鏽鋼套筒                                                               |
|                  | 沙色連黑色套筒                                                                 |
|                  | 灰色連黑色套筒                                                                 |
|                  | 沙色連沙色套筒                                                                 |

### XD-S Mod.2 3.3" .40 S&W
| 口徑：           | .40 S&W                                                                        |
| 彈匣：           | 1－6發，齊平型彈匣，不鏽鋼                                                     |
|                  | 1－7發，中型X-Tension™彈匣（XDS0908），不鏽鋼                                  |
| 槍管：           | 3.3英吋（83.82毫米），钢製，Melonite®，完全支持的上膛坡道                      |
| 瞄準具型式：     | 鳩尾槽式，红色光纖前部（包括可更換式紅色和綠色長絲）和後部（鋼製），三點式準星 |
| 底把：           | 黑色聚合物                                                                     |
| 套筒：           | 鍛鋼                                                                           |
| 全長：           | 6.3英吋（160.02毫米）                                                          |
| 寬度：           | 0.975英吋（24.76毫米）                                                         |
| 全高：           | 4.7英吋（119.38毫米），空槍                                                    |
|                  | 5.22英吋（132.59毫米），含X-Tension™彈匣                                       |
| 重量、含空彈匣： | 22盎司（623.69克）                                                             |
|                  | 23盎司（652.04克），含X-Tension™彈匣                                           |
| 可選顏色：       | 黑色連黑色套筒                                                                 |

### XD-S Mod.2 3.3" .45 ACP
| 口徑：           | .45 ACP                                                                        |
| 彈匣：           | 1－5發，緊湊型彈匣，不鏽鋼                                                     |
|                  | 1－6發，中型X-Tension™彈匣，不鏽鋼                                             |
| 槍管：           | 3.3英吋（83.82毫米），钢製，Melonite®，完全支持的上膛坡道                      |
| 瞄準具型式：     | 鳩尾槽式，红色光纖前部（包括可更換式紅色和綠色長絲）和後部（鋼製），三點式準星 |
| 底把：           | 黑色聚合物                                                                     |
| 套筒：           | 鍛鋼                                                                           |
| 全長：           | 6.5英吋（165.1毫米）                                                           |
| 寬度：           | 0.975英吋（24.765毫米）                                                        |
| 全高：           | 4英吋（120.65毫米），空槍                                                      |
|                  | 4.66英吋（118.36毫米），含緊湊型彈匣                                           |
|                  | 4.83英吋（122.68毫米），含中型X-Tension™彈匣                                   |
| 重量、含空彈匣： | 21.5盎司（609.51克），含緊湊型彈匣                                             |
|                  | 22.5盎司（609.51克），含中型X-Tension™彈匣                                     |
| 可選顏色：       | 黑色連黑色套筒                                                                 |

## 流行文化

### 電視劇
- 2014年—《跟蹤者》：型號為3.3英吋型，由貝絲·戴維斯警督（Lieutenant Beth Davis，Maggie Q飾演）用作配槍（英语：Side arm），第1季第18集「伍茲」（英語：The Woods）曾一度被其跟蹤者兼前夫雷（Ray，伊恩·貝利飾演）奪取。

### 電子遊戲
- 2023年—《生化危機4 重製版》：遊戲中被命名為「黑尾」，主角里昂可在武器商人處購得，是占用手提箱格數最少的手槍，也是遊戲中性能最平均的。

## 資料來源

## 外部連結
- （英文）—Springfield Armory's XD-S website （页面存档备份，存于）
- （英文）—American Rifleman.org—
  - Putting the Springfield XD-S .45 ACP to the Test
  - Springfield XD-S
  - Small Wonder: Springfield's XD-S （页面存档备份，存于）
  - Springfield XD-S 9 mm （页面存档备份，存于）
  - Springfield XD-S Golden Bullseye Presentation （页面存档备份，存于）
  - Springfield XD-S 9 mm （页面存档备份，存于）
  - Springfield 3.3 XD-S Recall （页面存档备份，存于）
  - Recoil Management: Springfield's 9 mm Luger XD-S （页面存档备份，存于）
  - More on the Voluntary Recall of 3.3 XD-S in .45 ACP and 9 mm （页面存档备份，存于）
  - Springfield Armory's XD-S 4.0, 9 mm Range Officer （页面存档备份，存于）
  - Video: Rob Leatham and the Springfield XD-S 4.0 （页面存档备份，存于）
  - Springfield XD-S Now Available in 4-inch Barrels （页面存档备份，存于）
  - Size Matters: Springfield's XD(S) 4.0 （页面存档备份，存于）
  - Springfield Armory M1A and XD-S Now Available in Flat Dark Earth Color Tone （页面存档备份，存于）
- （英文）—Guns Magazine.com—Springfield Armory XD-S .45 ACP
- （英文）—Guns Holsters and Gear—Springfield XD-S （页面存档备份，存于）
- （英文）—The Firearm Blog.com—
  - Springfield XDs Reviews （页面存档备份，存于）
  - Springfield XDs 9mm （页面存档备份，存于）
  - RECALL: Springfield Armory 3.3 XD-S Pistol SAFETY RECALL （页面存档备份，存于）
  - Springfield XDs 4.0 （页面存档备份，存于）
  - Springfield XD-S 4.0”Single Stack .45ACP （页面存档备份，存于）
  - Gun Review: Springfield XD-S 4″ .45 ACP （页面存档备份，存于）
  - Win a Black XD-S® 3.3″ Single Stack 9mm From Springfield Armory! （页面存档备份，存于）
  - Springfield XDS Explosion （页面存档备份，存于）
  - M1A, XD-S 3.3″ now offered in FDE （页面存档备份，存于）
  - Compact Shoot Off (Glock 43 vs. Springfield XDS vs. M&P Shield 9) （页面存档备份，存于）
  - Dark Earth XD-S Pistols （页面存档备份，存于）
  - New Crimson Trace Laserguard for Springfield XDS （页面存档备份，存于）
  - Springfield Armory Announces New XD-S Pistol In .40 Caliber （页面存档备份，存于）
  - Glock 43 vs Springfield XDS 9 （页面存档备份，存于）
  - Light-Laser Combos for G42/43, XD-S （页面存档备份，存于）
- （英文）—The Truth About Guns.com—
  - New from Springfield Armory: XDs Compact .45 （页面存档备份，存于）
  - Question of the Day: Is The Springfield XD-S The Next Big (Little) Thing? （页面存档备份，存于）
  - Gun Preview: Springfield Armory XD-S .45 ACP With Extended Grip （页面存档备份，存于）
  - Gun Review: Springfield Armory XD-S .45 ACP （页面存档备份，存于）
  - Forty-Five Face-off: Springfield Armory XD-S vs. Glock 36 （页面存档备份，存于）
  - Gun Review: MAC on the Springfield XD-S （页面存档备份，存于）
  - By Request: Springfield XD(s) 9mm （页面存档备份，存于）
  - Springfield Armory Recalls XD-S 9mm and .45 （页面存档备份，存于）
  - Gun Review: Springfield Armory XD-S .45 ACP （页面存档备份，存于）
  - Why Did Springfield Recall The XD-S? （页面存档备份，存于）
  - Military Arms Channel: Repaired Springfield XD-S Trigger Sucks （页面存档备份，存于）
  - 20 Top Concealed Carry Guns
  - VOTE NOW: TTAG’s 2015 Reader’s Choice Awards （页面存档备份，存于）
  - New from Springfield Armory: XD-S .40SW （页面存档备份，存于）
  - Everyday Carry Pocket Dump of the Day: Brad Turner （页面存档备份，存于）
  - Everyday Carry Pocket Dump of the Day: Rodney Huston （页面存档备份，存于）
  - Everyday Carry Pocket Dump of the Day: Lucas D. （页面存档备份，存于）
  - Everyday Carry Pocket Dump of the Day – Spencer Sevy （页面存档备份，存于）
  - Gun Review: Springfield Armory XD-S 3.3″ 9mm Pistol （页面存档备份，存于）
- （英文）—Guns & Ammo.com—
  - Scaled for Self-Defense: Springfield XD-S 9mm Review
  - First Look: Springfield Armory XD-S .40
- （英文）—Handguns Magazine.com—
  - Springfield Armory XD-S Review
  - First Look: Springfield Armory 9mm XD-S 4.0″
- （英文）—Shooting Times.com—Perfectly Petite: Springfield XD-S Review
- （英文）—Shotgun News.com—SPRINGFIELD XDS 3.3-INCH SUBCOMPACT
- （英文）—Tactical-Life.com—
  - Springfield Armory XD-S .45 （页面存档备份，存于）
  - SNEAK PEEK: SPRINGFIELD ARMORY .45 ACP XD-S （页面存档备份，存于）
  - SPRINGFIELD XDS （页面存档备份，存于）
  - Top 10 Guns Of Combat Handguns For 2013 （页面存档备份，存于）
  - First Look at the Springfield Armory XD-S 4.0 .45 ACP | VIDEO （页面存档备份，存于）
  - Watch as Springfield’s 4.0″ XD-S 9mm Takes Aim （页面存档备份，存于）
  - Combat Handgun’s 25 ‘Can’t Miss’ List For 2014－SPRINGFIELD XD-S （页面存档备份，存于）
  - Combat Handgun’s 25 ‘Can’t Miss’ List For 2014－SPRINGFIELD 4.0 XD-S .45 （页面存档备份，存于）
  - Springfield’s Gun Voting Duel: XD-S 4.0 .45ACP vs. XD(M) 3.8 Compact .45ACP
  - Springfield’s XD-S 4.0 Redefines Backup Carry （页面存档备份，存于）
  - 11 Street-Ready Handguns For Law Enforcement （页面存档备份，存于）
  - 11 Top Striker-Fired Pistols For Law Enforcement （页面存档备份，存于）
  - Croatian Combat Pistols From HS Produkt, Springfield （页面存档备份，存于）
  - Backup Best Bets: 3 Deep-Cover Springfields For 2015 （页面存档备份，存于）
  - Springfield Armory XD-S .45 （页面存档备份，存于）
  - Crimson Trace Laserguard for Springfield XD-S （页面存档备份，存于）
  - CrossBreed Holsters for Springfield’s XDs 9mm （页面存档备份，存于）
  - Sneak Peek at the Springfield Armory XD-S 4.0 .45 ACP Handgun | VIDEO （页面存档备份，存于）
  - Watch as Springfield’s 4.0″ XD-S 9mm Takes Aim （页面存档备份，存于）
  - Springfield’s XD-S Spring Essentials Weekend Runs Through March 24 （页面存档备份，存于）
  - Springfield Armory Adds Flat Dark Earth to XD-S Pistol, M1A Rifle （页面存档备份，存于）
  - Springfield Wild Wednesday: 10 XD-S 3.3″ .45ACP Handguns Up For Grabs （页面存档备份，存于）
  - Xceptional XDs: 12 of Springfield’s Best XD Handguns （页面存档备份，存于）
  - 56 of the Best Pistols From Specials Weapons Magazine in 2015
  - 12 Last-Ditch Backup Pistols For Law Enforcement （页面存档备份，存于）
  - First Look: Springfield Armory’s .40-Caliber XD-S Pistol （页面存档备份，存于）
  - The 20 Best Guns For Law Enforcement in 2016 （页面存档备份，存于）
- （英文）—Personal Defense World.com—
  - SPRINGFIELD XDS （页面存档备份，存于）
  - Springfield Armory XD-S9 （页面存档备份，存于）
  - SNEAK PEEK: SPRINGFIELD ARMORY XDS-9 （页面存档备份，存于）
  - SNEAK PEEK: SPRINGFIELD ARMORY XDS-9（VIDEO） （页面存档备份，存于）
  - SPRINGFIELD ARMORY XD-S 9mm （页面存档备份，存于）
  - Springfield XD-S 9mm （页面存档备份，存于）
  - Safety Recall Springfield Armory 3.3 XD-S （页面存档备份，存于）
  - Preview: Springfield XD-S （页面存档备份，存于）
  - Springfield XD-S 45 and XD-S 9 Field Test | VIDEO （页面存档备份，存于）
  - Sight Radius, Accuracy Get Boost with New Springfield XD-S 4.0 9mm | Gun Review | VIDEO （页面存档备份，存于）
  - First Look: Springfield Armory XD-S 4.0 .45 ACP | VIDEO （页面存档备份，存于）
  - Springfield’s XD-S 4.0 .45 ACP Now Shipping （页面存档备份，存于）
  - Springfield’s Compact 4.0 XD-S Firepower （页面存档备份，存于）
  - Springfield’s Range Officer Compact, XD-S 4.0 & EMP （页面存档备份，存于）
  - Viridian Releases New Green Laser for Springfield XD-S （页面存档备份，存于）
  - Springfield Armory Announces XD-S Spring Essentials Weekend （页面存档备份，存于）
  - Springfield Armory’s M1A Rifle and 3.3″ XD-S Pistol Now Available In Flat Dark Earth （页面存档备份，存于）
  - Crimson Trace to Release LG-469G Green Laserguard For Springfield XD-S （页面存档备份，存于）
  - 21 of the Best Pocket Pistols Currently Available （页面存档备份，存于）
  - Springfield Armory Announces New XD-S Pistol With Crimson Trace Laserguard （页面存档备份，存于）
  - 12 Proven Concealed Carry Pistols for Self Defense （页面存档备份，存于）
  - 21 New Subcompact Pistols and Revolvers For 2016 （页面存档备份，存于）
  - A Quick Look at the Springfield XD-S in .45 ACP & 9mm （页面存档备份，存于）
  - A Quick Look at the Springfield XD-S in .45 ACP & 9mm （页面存档备份，存于）
  - 12 Compact Handguns Available For Pocket Carry （页面存档备份，存于）
- （英文）—Small Arms Defense Journal－ASDA 2013 – HS Produkt VHS-2 & XDs
- （英文）—Photo Friday: Springfield Armory XD-S 9mm （页面存档备份，存于）
- （英文）—Daily Bulletin－Springfield Armory Recalls 3.3 XD-S Pistols for Safety Reasons （页面存档备份，存于）
- （英文）—Home Defense Weapons—Springfield XD-S Single Stack 45 （页面存档备份，存于）
- （繁體中文）—Civilian Gunner—Springfield XD （页面存档备份，存于）